# Blassgelber Täubling
Der Blassgelbe Täubling (Russula raoultii) ist ein Pilz aus der Familie der Täublingsverwandten. Es handelt sich um einen kleinen, seltenen Täubling mit blassgelbem Hut und sehr scharfem Geschmack.

## Merkmale

### Makroskopische Merkmale
Der Hut ist 2–5 cm breit. Die Hutscheibe ist mehr oder weniger zitronengelb, der Rand weißlich, doch verblassen die Farben schon bald. Die Huthaut ist glatt und lässt sich abziehen. Die Lamellen sind weiß und haben einen schwach cremefarbenem Reflex. Jung stehen sie leicht gedrängt, später mehr oder weniger entfernt. Das Sporenpulver ist weiß.
Der Stiel ist 2–4 cm lang und 0,5–1 cm breit. Er ist weiß, oft keulig, leicht zusammendrückbar und wird schnell hohl. Teilweise wird er auch ein wenig grau. Das Fleisch ist weiß und zerbrechlich. Es verändert sich weder bei Verletzung noch im Alter. Der Geschmack ist ziemlich scharf. Der Täubling riecht wie der Kirschrote Spei-Täubling.

### Mikroskopische Merkmale
Die Sporen sind oval, fast 8 µm lang und 6 µm breit. Sie sind mit feinen, spitzen und bis zu 0,75 µm hohen Warzen besetzt. Die Warzen sind mehr oder weniger netzig verbunden. Meist ist aber ein fast vollständiges Netz ausgebildet.
Die Basidien sind 30–40 (55) µm lang und 8–11 µm breit und haben vier Sterigmen. Die Pleurozystiden sind 50–85 µm lang und 7–13 breit, sind dünnwandig und sehr häufig. Sie sind mit Sulfovanillin anfärbbar.
Die Pileozystiden sind etwa 5 – 7 µm breit, keulig und an der Spitze abgerundet. Sie sind meist einfach septiert, mitunter aber auch unseptiert. Auch sie sind mit Sulfovanillin anfärbbar. Die Hyphen-Endzellen in der Huthaut sind verschmälert, sie enthalten Vakuolen-, aber keine Membranpigmente. Filamentöse Hyphen oder Primordialhyphen kommen in der Huthaut nicht vor.

## Ökologie
Der Bassgelbe Täubling ist wie alle Täublinge ein Mykorrhizapilz, der hauptsächlich mit Buchen eine Symbiose eingeht. Daneben können auch Fichten und andere Laubbäume als Wirte dienen.
Man findet den Täubling bevorzugt in Buchenwäldern, wie Hainsimsen-Buchenwäldern und Labkraut-Buchenwäldern, aber auch in Fichten-Tannenwäldern. Der Täubling kommt vorzugsweise auf frischen bis feuchten, basen- und nährstoffarmen, sauren, sandigen bis lehmigen Böden vor.
Die Fruchtkörper erscheinen von Juli bis Anfang November. Man findet den Pilz vom höheren Hügel- bis in das mittlere Bergland hinein.

## Verbreitung

Europäische Länder mit Fundnachweisen des Blassgelben Täublings.
Legende:
Länder mit Fundmeldungen
Länder ohne Nachweise
keine Daten
außereuropäische Länder

Der Blassgelbe Täubling ist eine westmediterran, subozeanisch verbreitete Art.
Man findet den Täubling in Nordafrika (Marokko), Nord- und Mittelamerika (USA, Costa Rica) und in Europa. Auch im östlichen Nordamerika soll er vorkommen. In Deutschland ist er eine seltene Art.

## Systematik

### Infragenerische Systematik
Der Blassgelbe Täubling ist die Typart der Untersektion Citrinae, die unterhalb der Sektion Russula steht. Die Vertreter dieser Subsektion haben mehr oder weniger gelbe Hüte und schmecken sehr scharf. Ein weiterer Vertreter aus dieser Untersektion ist der Sonnen-Täubling, der sehr ähnlich aussieht, aber gelbliches Sporenpulver besitzt. Molekulare DNA-Untersuchungen zeigen, dass beide Arten nicht sonderlich eng miteinander verwandt sind. Der Blassgelbe Täubling zeigt eine viel nähere Verwandtschaft zu den Speitäublingen.

## Bedeutung
Der Blassgelbe Täubling ist aufgrund seines scharfen Geschmacks nicht essbar und möglicherweise wie die recht ähnlichen Speitäublinge leicht giftig.